# Michael Hoenig
Michael Hoenig (* 4. Januar 1952 in Hamburg) ist ein deutscher Musiker und Komponist von Filmmusik.

## Leben

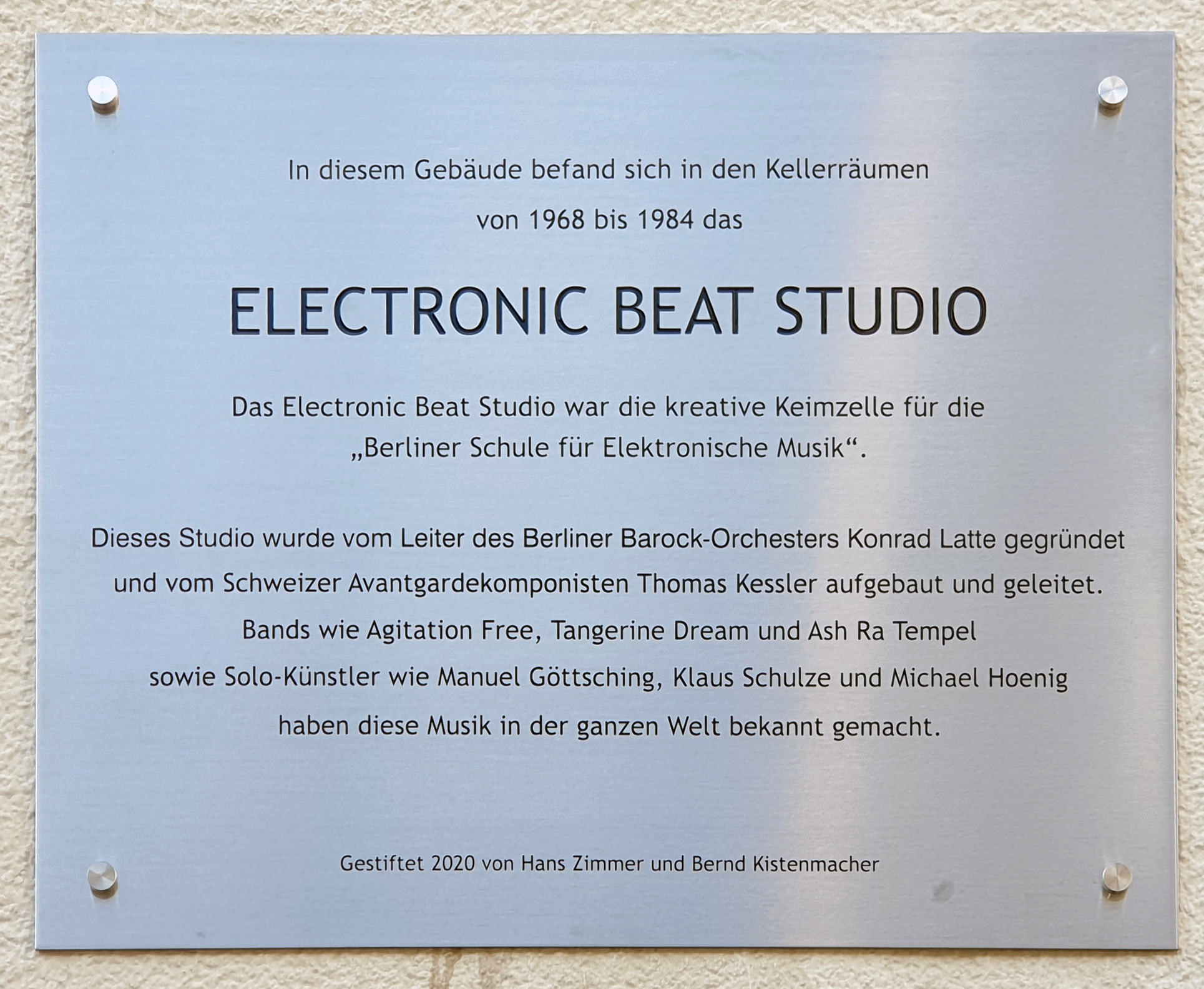
Gedenktafel am ehemaligen Electronic Beat Studio in Berlin-Wilmersdorf

Bereits während seines Studiums der Soziologie, Theaterwissenschaft und Publizistik in Berlin (West) schloss sich Michael Hoenig dem Avantgarde-Komponisten Thomas Kessler an. In den Jahren 1971–1974 veröffentlichte er als Mitglied der Avantgarde-Rockgruppe Agitation Free zwei Langspielplatten und trat live auf.
1975 gründete Hoenig zusammen mit Klaus Schulze das Duo Timewind, das sich nach kurzer Zeit jedoch wieder auflöste. Kurze Zeit später vertrat Michael Hoenig den erkrankten Peter Baumann bei der Gruppe Tangerine Dream für deren Tournee durch Australien.
In den Jahren 1977 und 1978 arbeitete er an seinem ersten Soloalbum Departure from the Northern Wasteland, welches im Jahre 1978 veröffentlicht wurde. Im Sommer 1980 übersiedelte Michael Hoenig in die USA und arbeitete in der Folge an verschiedenen Filmmusikprojekten mit. So war er u. a. musikalischer Direktor bei dem Godfrey Reggio Klassiker Koyaanisqatsi und ergänzte die dazugehörende Filmmusik von Philip Glass. 1987 veröffentlichte Hoenig das Album Xcept One, welches er größtenteils auf dem Synclavier einspielte.
In den Folgejahren konzentrierte sich Michael Hoenig auf das Erstellen von Film- und Fernsehmusiken, u. a. für Filme wie Bei Berührung Tod, After Alice, Terminal Justice, The Amy Fisher Story, Deadly Encounter, Der Blob oder Class of 1999 bzw. Fernsehserien wie Strange World, CSI Miami, Dark Skies,The District oder Max Headroom.
Daneben produzierte er ab 1998 auch Soundtracks für Computerspiele wie etwa Baldur’s Gate und Baldur’s Gate 2 von BioWare.
Michael Hoenig lebt und arbeitet auf Ibiza.

## Stil
Kennzeichnend für Michael Hoenigs Musikstil der frühen Jahre sind seine langen Passagen im Stil von Tangerine Dream, er wird somit der Berliner Schule zugerechnet. Später komponierte er elektronische Musik auf dem Höhepunkt der jeweiligen technischen Entwicklung.

## Diskografie

### Musikalben
- Michael Hoenig: Departure from the Northern Wasteland (Warner, 1978)
- Michael Hoenig: Xcept One (Cinema, 1987), Importplatte
- Hoenig / Göttsching: Early Water (Musique Intemporelle, 1995)

### Soundtracks
- Michael Hoenig: The Blob (Filmtrax, 1988)
- Michael Hoenig: Baldur’s Gate: The Original Saga, Soundtrack-CD
- Michael Hoenig: Baldur’s Gate 2, Soundtrack-CD
- Michael Hoenig: Dark Skies (Original Television Score) (Perseverance Records, 2006) Soundtrack-CD[1]

## Filmografie (Auswahl)
- 1982: Koyaanisqatsi
- 1982: Treibjagd in den Wolken (Deadly Encounter)
- 1985: Das perfekte Opfer (Silent Witness)
- 1986: Interceptor (The Wraith)
- 1986: Scherben des Lebens (Shattered Spirits)
- 1987: Gate – Die Unterirdischen (The Gate)
- 1988: Der Blob (The Blob)
- 1989: Hardcover (I, Madman)
- 1990: Blue Heat – Einsame Zeit für Helden (The Last of the Finest)
- 1990: Die Klasse von 1999 (Class of 1999)
- 1996: Der teuflische Liebhaber (The Costly Affair)
- 1996: Achterbahn des Schreckens (Thrill)
- 1996–1997: Dark Skies – Tödliche Bedrohung (Dark Skies) (Fernsehserie, 19 Folgen)
- 2000: Bei Berührung Tod (Contaminated Man)
- 2000: Visions of Death (After Alice)
- 2000–2001: The District – Einsatz in Washington (The District)
- 2004: Dracula 3000